# Mantícora
Mantícora è un film del 2022, scritto e diretto da Carlos Vermut. Si tratta del quarto lungometraggio del regista.
Mescolando caratteristiche mumblecore e tragiche nel trattare l'hamartia del protagonista, la trama segue la relazione romantica tra un designer di videogiochi (Nacho Sánchez) e una studentessa di storia dell'arte (Zoe Stein), che pensano di avere finalmente una possibilità di essere felici e placare i propri oscuri impulsi appena risvegliati.

## Trama
Julián, che vive da solo in un appartamento nel centro di Madrid, è un giovane designer di videogiochi di successo che crea mostri con l'ausilio di strumenti VR.
Un giorno scoppia un incendio nell’appartamento accanto al suo; un bambino, Cristian, è intrappolato all'interno. Viene quindi salvato da Julián. Dopo aver ricevuto cure mediche leggere, Julián fa amicizia con Cristian. Parlano di ciò che Cristian vuole essere da grande. Nonostante il suo hobby musicale, Cristian vuole diventare un giardiniere. Julián gli dice che da bambino voleva essere una tigre.
Tornato nel suo appartamento, Julián non riesce ad addormentarsi e ha un attacco di panico. Il medico gli prescrive ansiolitici e gli consiglia di parlare con gli altri.
Julián ha una brutta esperienza sessuale con una ragazza che incontra in un bar. Sviluppa ulteriore interesse per le caratteristiche fisiche di Cristian e, su modelli umani ottenuti dall'azienda per cui lavora e uno schizzo disegnato a mano, Julián inizia a riprodurre Cristian in VR, eccitandosi per il risultato del suo lavoro.
Ad una festa organizzata per una sua collega di lavoro (Sandra), Julián incontra Diana, una ragazza studentessa universitaria di storia dell’arte a distanza, ed inizia con lei una relazione dopo essersi nuovamente incontrati nei pressi della Filmoteca. Julián rimuove ogni traccia del suo lavoro su Cristian e si impegna con Diana. Quest’ultima è venuta a Madrid da Barcellona per prendersi cura di suo padre dopo che egli aveva avuto un ictus. Dopo essersi aperta sessualmente a Julián nel nuovo appartamento che il ragazzo ha affittato nella periferia di Madrid, Diana riceve la notizia della morte improvvisa di suo padre. Julián visita l'impresa di pompe funebri per consolare Diana. Non volendo rapportarsi con sua madre, Diana si reca nella cittadina costiera di suo padre in Catalogna insieme a Julián. Il ragazzo ha lì un altro attacco di panico, e viene calmato da Diana.
Julián viene convocato ad un incontro privato dell’azienda per cui lavora. Gli si rende noto che, in base al suo contratto con la società, la direzione disponeva di un registro contenente tutti i lavori sviluppati utilizzando gli strumenti della compagnia, avendo così la facoltà di conoscere l'intera portata del portfolio virtuale di Julián. Congedato, Julián cerca di comunicare con Diana per telefono. Diana lo ghosta. Deciso a parlare con lei, Julián si presenta con del cibo giapponese a casa della ragazza. Julián le dice che non ha mai fatto del male a nessuno. Diana lo liquida come un essere disgustoso dopo aver saputo del bambino, e gli dice di andarsene. Julián se ne va e piange. Alterato e ansioso, arriva nel suo ex condominio e comunica con Cristian tramite il citofono. Consapevole del fatto che la madre di Cristian è fuori e il figlio si trova in casa da solo, il ragazzo riesce a farsi aprire con la scusa di voler assistere ad un’esibizione di pianoforte da parte del bambino. Una volta nell’appartamento, mentre Cristian si concentra, Julián prepara ColaCao per entrambi, versando della droga in uno dei boccali. Bevono e Julián chiede a Cristian di suonare un brano musicale. Il bambino si addormenta, e Julián lo porta in camera da letto. Indeciso riguardo al suo prossimo passo, Julián vede un disegno di Cristian sul muro, che mostra una tigre dalla testa umana, chiamata "Julián". Il ragazzo esce dalla camera, apre la finestra del soggiorno e tenta il suicidio defenestrandosi.
Si risveglia in una stanza d'ospedale. Il medico gli dice che ha subito gravi danni al midollo spinale ed è stato sottoposto a diverse procedure chirurgiche. Gli viene anche detto che Diana è stata con lui durante il periodo in cui era privo di sensi. La ragazza entra nella stanza e si prende cura di Julián paralitico, rivolgendosi a lui in catalano.

## Produzione
Le riprese del film sono iniziate il 27 maggio 2021 a Madrid. Svoltesi anche nel Penedès, hanno avuto fine nel seguente luglio.

## Distribuzione
Ad eccezione di una speciale proiezione presso l’Academia de las Artes y las Ciencias Cinematográficas de España a Madrid il 29 luglio 2022, la première del film ha avuto luogo al quarantasettesimo Toronto International Film Festival il 13 settembre dello stesso anno. Successivamente è stato presentato nelle seguenti edizioni di altri festival cinematografici:
- sessantaseiesimo BFI London Film Festival: 5 ottobre 2022
- cinquantacinquesimo Festival Internacional de Cinema Fantàstic de Catalunya: 7 ottobre 2022
- ventiquattresimo Festival do Rio: 9 ottobre 2022
- trentacinquesimo Tokyo International Film Festival: 26 ottobre 2022
- quarantesimo Torino Film Festival: 29 novembre 2022

Il 9 dicembre 2022 è stato distribuito nelle sale cinematografiche spagnole.

## Riconoscimenti
- ventottesima cerimonia dei Premios Cinematográficos José María Forqué (2022): 1 nomination (miglior attore in un film)
- quindicesima cerimonia dei Premis Gaudí (2023): 4 nomination (miglior film in lingua non catalana, miglior interprete esordiente, miglior fotografia, migliori costumi)
- decima cerimonia dei Premios Feroz (2023): 3 nomination (miglior attore principale in un film, miglior poster di un film, miglior trailer)
- trentasettesima cerimonia dei Premios Goya (2023): 4 nomination (miglior regista, miglior sceneggiatura originale, miglior attore protagonista, miglior attrice rivelazione)